# Neue Deutsche Biographie

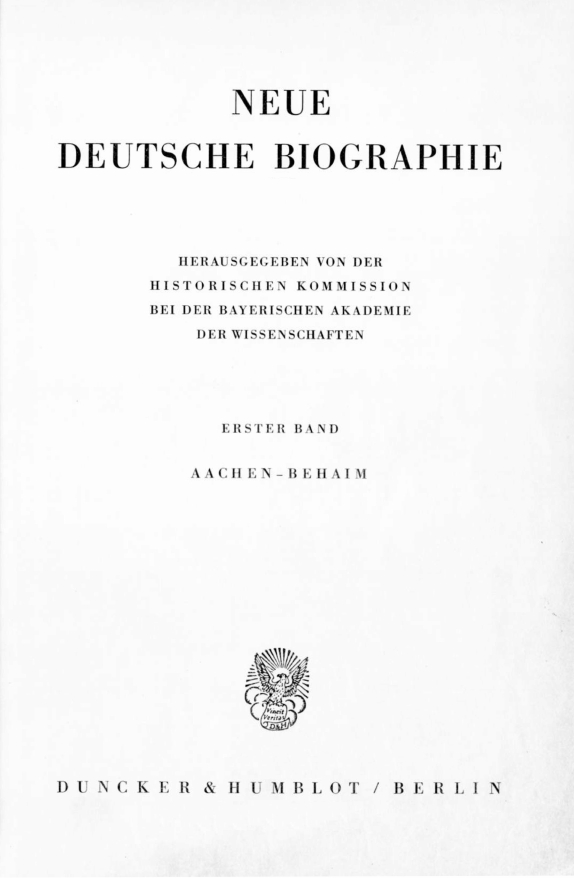
Neue Deutsche Biographie

Neue Deutsche Biographie (сокращённо NDB) — многотомный биографический словарь на немецком языке. Издаётся с 1953 года Исторической комиссией Баварской академии наук в издательстве Duncker & Humblot, в Берлине, Германия. Преемник многотомного справочника «Общая немецкая биография». По состоянию на 2020 год, опубликовано 27 томов. Они содержат более 21 800 биографий, посвящённых немцам или лицам, связанным с немецкой культурой и языком.
Статьи биографического словаря имеют генеалогическую справку, жизнеописание лица, оценки его деятельности, библиографию. Средний объём статьи — три четверти страницы. Каждая статья подписана автором. Полное содержание первых 24 томов словаря и указатели, охватывают статьи от «Aachen» до «Stader», бесплатно доступны в интернете в режиме онлайн. Интернет-проект корректируется Баварской государственной библиотекой, Исторической комиссией Баварской академии наук, Австрийской академией наук и Фондом «Исторический словарь Швейцарии».
Завершение издания в 2013 году планировалось на 2020 год. В новых томах предполагалось напечатать около 2400 биографий.
В режиме онлайн также доступно содержание многотомника «Общая немецкая биография», «Австрийского биографического словаря 1815—1950» (Österreichisches Biographisches Lexikon 1815—1950, ÖBL), «Исторического словаря Швейцарии» (Historisches Lexikon der Schweiz, HLS), «Банка данных лиц Рейнланд-Пфальца» (Rheinland-Pfälzische Personendatenbank, RPPB) и «Саксонской биографии» (Sächsische Biografie).

## Тома
1. Aachen — Behaim. 1953, Nachdruck 1971
2. Behaim — Bürkel. 1955, Nachdruck 1971
3. Bürklein — Ditmar. 1957, Nachdruck 1971
4. Dittel — Falck. 1959, Nachdruck 1971
5. Falck — Fyner (voran: Faistenberger). 1961, Nachdruck 1971
6. Gaál — Grasmann. 1964, Nachdruck 1971
7. Grassauer — Hartmann. 1966
8. Hartmann — Heske. 1969
9. Heß — Hüttig. 1972
10. Hufeland — Kaffsack. 1974
11. Kafka — Kleinfercher. 1977
12. Kleinhans — Kreling. 1980
13. Krell — Laven. 1982
14. Laverrenz — Locher-Freuler. 1985
15. Locherer — Maltza(h)n. 1987 ISBN 3-428-00196-6
16. Maly — Melanchthon. 1990 ISBN 3-428-00197-4
17. Melander — Moller. 1994 ISBN 3-428-00198-2
18. Moller — Nausea. 1997 ISBN 3-428-00199-0
19. Nauwach — Pagel. 1999 ISBN 3-428-00200-8
20. Pagenstecher — Püterich. 2001 ISBN 3-428-00201-6
21. Pütter — Rohlfs. Mit ADB & NDB-Gesamtregister auf CD-ROM. 2003 ISBN 3-428-11202-4
22. Rohmer — Schinkel. Mit 2. Ausgabe des ADB & NDB-Gesamtregister auf CD-ROM, 2005 ISBN 3-428-11203-2
23. Schinzel — Schwarz. Mit 3. Ausgabe des ADB & NDB-Gesamtregister auf CD-ROM, 2007 ISBN 978-3-428-11204-3
24. Schwarz — Stader. Mit 4. Ausgabe des ADB & NDB-Gesamtregisters auf CD-ROM, 2010 ISBN 978-3-428-11205-0
25. Stadion — Tecklenborg. 2013 ISBN 978-3-428-11206-7
26. Tecklenburg — Vocke. 2016, ISBN 978-3-428-11207-4
27. Vockerodt —  Wettiner. 2020, ISBN 978-3-428-11208-1
28. Wettstein – Zwoch. 2024, ISBN 978-3-428-18883-3